# 苏维埃茨科耶 (伊塞克阿塔区)
苏维埃茨科耶（俄语：Советское）是吉尔吉斯斯坦楚河州伊塞克阿塔区下辖的一个村。根据2009年吉尔吉斯共和国人口普查，全村人口为973人。